# Porte-lance de Louise
Doryfera ludovicae
Espèce
Répartition géographique
Statut de conservation UICN

 LC  : Préoccupation mineure
Statut CITES
Le Porte-lance de Louise (Doryfera ludovicae) est une espèce de colibris (famille des Trochilidae).
Son nom est dédié à l'épouse d'Isidore Geoffroy Saint-Hilaire.

## Aire de répartition
Cette espèce est présente en Bolivie, en Colombie, au Costa Rica, en Équateur, au Panama, au Pérou et au Venezuela.

## Habitat
Ses habitats sont les forêts tropicales et subtropicales humides de basses et hautes altitudes, ainsi que les zones humides de broussailles.

## Sous-espèces
D'après Alan P. Peterson, 2 sous-espèces ont été décrites :
- Doryfera ludovicae ludovicae (Bourcier & Mulsant, 1847) — Serranía del Darién et partie nord des Andes ;
- Doryfera ludovicae veraguensis Salvin, 1867 — cordillère de Talamanca.